# Геометрия на Минковски
Във физиката и математиката, пространство на Минковски, по името на математика Херман Минковски, e четиримерно псевдоевклидово пространство със сигнатура {\displaystyle (1,\;3)}, предложено от Херман Минковски през 1908 г. в качеството на геометрична интерпретация на пространство-времето, разглеждано от специалната теория на относителността.
В пространството на Минковски на всяко събитие съответства точка с 4 лоренцови (или галилееви) координати: три координати, които представляват декартовите координати на тримерното евклидово пространство и четвърта координата {\displaystyle ct}, където {\displaystyle c} е скоростта на светлината, а {\displaystyle t} ― времето на събитието.
Връзката между пространствените разстояния и промеждутъците от време, разделящи две събития, се характеризира от квадрата на интервала:
{\displaystyle ~s^{2}=c^{2}(t_{1}-t_{0})^{2}-(x_{1}-x_{0})^{2}-(y_{1}-y_{0})^{2}-(z_{1}-z_{0})^{2}.}

## История
Преди появата на теория на относителността ежедневното понятие за едновременност безкритично е било приемано като приложимо за цялото пространство. Установяването на факта, че скоростта на светлината е една и съща за всички инерциални отправни системи и предположението, че няма взаимодействия разпространяващи се с по-висока скорост, налага преразглеждане на представите за време и пространство.
Щом като скоростта на светлината остава постоянна при движение на наблюдателя това налага разбирането, че измерваните от него дължини и времена се скъсяват, така че отношението им се запазва – то е инвариант. Разглеждайки подробно измервателните процедури се формулира общото твърдение, че е инвариант комбинация от пространство и време.
Това се различава от класическите разбирания, при които се приемат за отделни инварианти дължините и времевите интервали. Именно за това е било възможно геометрията, в която времето не се разглежда, да бъде развита в кинематика – дисциплина, която разглежда движенията.
Роденият в Русия математик Херман Минковски (1864 – 1909) предлага през 1908 нов начин за представяне на пространствено-времевите взаимовръзки, използвайки 4-мерна координатна система. В нея към трите пространствени координати е присъединена по особен начин още една, представяща времето умножено по скорост. Ролята на точките се поема от 4-мерни елементи „събития“. Инвариант за две елементарни събития е „време-пространственият интервал“, който може да бъде и отрицателно число. Минковски не търси да промени Специалната теория на относителността, която е била формулирана 3 години по-рано, а той по-скоро показва нещата от един по-различен ъгъл. Геометрията на Минковски се различава съществено от добре познатата Евклидова геометрия.

## Геометрия на Минковски. Видове разстояния.
В геометрията на Минковски разстоянието между две точки може да бъде време-подобно, пространствено-подобно или подобно на светлина.

### Отношение, подобно на светлината
Пример на отношение между две събития се, подобно на светлина:
Нека разглеждаме две независими едно от друго събития – А и В, като тези две събития са независими едно от друго, в която и да е разглеждаща ги координатна система. Да предположим, че събитието А е проблясък на светлина и че тази светлина достига до мястото на събитието В в точно същия момент.
Обозначаваме с L – разстояние между двете събития, c – скорост на светлината, t – времеви интервал между събитията.
{\displaystyle L=ct.}

### Време-подобно отношение
Ако разглеждаме друга координатна система в която L' – е разстоянието между двете събития, t' – е времевия интервал между събитията, c – скорост на светлината. Знаем че скоростта на светлината е еднаква във всяка отправна координатна система. Отново е в сила равенството:
{\displaystyle L'=ct'.}
Ако две събития са подобни на светлина – то те трябва да бъдат подобни на светлина за всеки един наблюдател.
Нека сега двете събития А и В да бъдат отдалечени във времето.
{\displaystyle L<ct.}
В тоя случай светлината, излъчена от събитието А ще премине през мястото, където ще се състои събитието В много преди събитието В да се е състояло. И в този случай Всеки един от наблюдателите, от която и да е отправна координатна система би трябвало да установи, че:
{\displaystyle L'<ct'.}
Можем да намерим също наблюдател, за когото двете събития се случват на едно и също място, но в различно време. Такова съотношение между две събития се нарича време-подобно.

### Пространствено-подобно отношение
А сега да разгледаме други две събития А и В, където разстоянието между тях е много голямо, а времето между тях е прекалено кратко за да може светлината да го достигне.
{\displaystyle L>ct.}
Същото отношение би трябвало да важи и за всеки друг наблюдател:
{\displaystyle L'>ct'.}
Такова отношение между две събития се нарича пространствено-подобно.

### Пространствено-времеви интервал
Инвариантния пространствено-времеви интервал S се дефинира чрез следната формула:
{\displaystyle S^{2}=L^{2}-c^{2}t^{2}=L'^{2}-c^{2}t'^{2}.}
S – е реално число за пространствено-подобни събития и клони към нула за подобни на светлина събития.